# Governo Giolitti II
Il Governo Giolitti II è stato il quarantesimo esecutivo del Regno d'Italia, il secondo guidato da Giovanni Giolitti.  
Esso, nato in seguito alle dimissioni del governo precedente, è stato in carica dal 3 novembre 1903 al 16 marzo 1905 (sebbene già dimissionario dal precedente 29 ottobre), per un totale di 499 giorni, ovvero 1 anno, 4 mesi e 13 giorni. 

## Compagine di governo

### Appartenenza politica
| Partito | Partito          | Presidente | Ministri | Sottosegretari | Totale |
| ------- | ---------------- | ---------- | -------- | -------------- | ------ |
|         | Sinistra storica | 1          | 8        | 7              | 16     |
|         | Destra storica   | -          | 3        | 5              | 8      |

### Situazione parlamentare
NOTA: Ai tempi del Regno d'Italia, poiché secondo lo Statuto Albertino il governo rispondeva nei fatti al solo Re, la fiducia parlamentare in senso moderno non era obbligatoria (ed in tal senso vari sono stati i casi di formazione di un governo palesemente privo di tale supporto). La prassi di determinare la sopravvivenza dell’esecutivo in base al supporto parlamentare, dunque, si è andata sviluppando solo successivamente, specie con l’ascesa dei partiti di massa e con l’introduzione del sistema proporzionale, in tempi molto più tardi rispetto all’unità, ed ufficialmente solo con la Costituzione della Repubblica Italiana. Per questo motivo, il grafico sottostante espone, secondo ricostruzioni e dichiarazioni, nonché secondo la composizione del governo, l’eventuale supporto che questo avrebbe o ha ottenuto.
Fino al 30 novembre 1904 (XXI legislatura):
| Camera              | Collocazione     | Partiti                       | Seggi     |
| ------------------- | ---------------- | ----------------------------- | --------- |
| Camera dei deputati | Maggioranza      | DEM/PLC-D. (296)              | 296 / 508 |
| Camera dei deputati | Appoggio esterno | ER (34)                       | 34 / 508  |
| Camera dei deputati | Opposizione      | PLC (116), PSI (33), PRI (29) | 178 / 508 |

Dal 30 novembre 1904 (XXII legislatura):
| Camera              | Collocazione     | Partiti                                | Seggi     |
| ------------------- | ---------------- | -------------------------------------- | --------- |
| Camera dei deputati | Maggioranza      | DEM (339)                              | 339 / 508 |
| Camera dei deputati | Appoggio esterno | PR (37)                                | 37 / 508  |
| Camera dei deputati | Opposizione      | PLC (76), PSI (29), PRI (24), UECI (3) | 132 / 508 |

## Composizione
| Carica                                | Titolare                                                                             | Titolare                                                                   | Titolare                                                                   | Sottosegretario                                                            |
| Presidenza del Consiglio dei ministri | Presidenza del Consiglio dei ministri                                                | Presidenza del Consiglio dei ministri                                      | Presidenza del Consiglio dei ministri                                      | Sottosegretario di Stato alla Presidenza del Consiglio                     |
| ------------------------------------- | ------------------------------------------------------------------------------------ | -------------------------------------------------------------------------- | -------------------------------------------------------------------------- | -------------------------------------------------------------------------- |
| Presidente del Consiglio dei ministri |                                                                                      |                                                                            | Giovanni Giolitti (Sinistra storica)                                       | Carica non assegnata                                                       |
| Ministero                             | Ministri                                                                             | Ministri                                                                   | Ministri                                                                   | Sottosegretario                                                            |
| Affari Esteri                         |                                                                                      |                                                                            | Tommaso Tittoni (Destra storica)                                           | Guido Fusinato                                                             |
| Agricoltura, Industria e Commercio    |                                                                                      |                                                                            | Luigi Rava (Indipendente)                                                  | Girolamo Del Balzo                                                         |
| Lavori Pubblici                       |                                                                                      |                                                                            | Francesco Tedesco (Destra storica)                                         | Domenico Pozzi                                                             |
| Interno                               |                                                                                      |                                                                            | Giovanni Giolitti (Sinistra storica)                                       | Ugo di Sant'Onofrio del Castillo                                           |
| Pubblica Istruzione                   |                                                                                      |                                                                            | Vittorio Emanuele Orlando (Sinistra storica)                               | Emilio Pinchia                                                             |
| Guerra                                |                                                                                      |                                                                            | Ettore Pedotti (Indipendente)                                              | Paolo Spingardi                                                            |
| Marina                                | Giovanni Giolitti (Sinistra storica) Ad interim (fino al 10 dicembre 1904)           | Giovanni Giolitti (Sinistra storica) Ad interim (fino al 10 dicembre 1904) | Giovanni Giolitti (Sinistra storica) Ad interim (fino al 10 dicembre 1904) | Augusto Aubry                                                              |
| Marina                                |                                                                                      | Carlo Mirabello (Indipendente) (dal 10 dicembre 1904)                      |                                                                            | Augusto Aubry                                                              |
| Finanze                               |                                                                                      |                                                                            | Pietro Rosano (Sinistra storica) (fino al 9 novembre 1903)                 | - Angelo Majorana Calatabiano (fino al 24 dicembre 1903) - Giovanni Camera |
| Finanze                               | Luigi Luzzatti (Destra storica) Ad interim (dal 9 novembre 1903 al 24 novembre 1904) |                                                                            |                                                                            | - Angelo Majorana Calatabiano (fino al 24 dicembre 1903) - Giovanni Camera |
| Finanze                               |                                                                                      | Angelo Majorana Calatabiano (Sinistra storica) (dal 24 novembre 1904)      |                                                                            | - Angelo Majorana Calatabiano (fino al 24 dicembre 1903) - Giovanni Camera |
| Grazia e Giustizia e Culti            |                                                                                      |                                                                            | Scipione Ronchetti (Sinistra storica)                                      | Luigi Facta                                                                |
| Poste e Telegrafi                     |                                                                                      |                                                                            | Enrico Stelluti Scala (Sinistra storica) (fino al 5 dicembre 1904)         | Gismondo Morelli Gualtierotti                                              |
| Poste e Telegrafi                     | Francesco Tedesco (Destra storica) Ad interim (dal 5 dicembre 1904)                  |                                                                            |                                                                            | Gismondo Morelli Gualtierotti                                              |
| Tesoro                                |                                                                                      |                                                                            | Luigi Luzzatti (Destra storica)                                            | Alfredo Codacci Pisanelli                                                  |

## Cronologia

### 1903
- 3 novembre - Il governo giura dinnanzi al Re.

### 1904
- 18 ottobre - È sciolta la Camera dei Deputati e convocati gli elettori per il 6 e 13 novembre; e il nuovo Parlamento per il 30 novembre.
- 6-30 novembre: Si svolgono le elezioni politiche: il governo, non dimessosi, vede aumentare la base d’appoggio, grazie ad alcune importanti perdite della Destra storica, che si colloca momentaneamente all’opposizione (pur mantenendo i ministri). Crescono i partiti minori ed entra per la prima volta in Parlamento, con 3 seggi, l’Unione elettorale cattolica italiana (UECI).

### 1905
- 4 marzo - In seguito alla difficoltà del governo nel superare un voto su questioni ferroviarie (nello specifico, per favorire la nazionalizzazione delle ferrovie e la nascita delle Ferrovie dello Stato[7][8][9]), e colpito anche il Presidente Giolitti, a suo dire da una depressione nervosa, il governo si dimette dinnanzi al Re.
- 12 marzo - Il Re, accettate ufficialmente le dimissioni, incarica con Regio decreto (R.D. 12 marzo 1905), dopo il rifiuto di Alessandro Fortis, Tommaso Tittoni che, viste le circostanze e l’assenza di un esplicito voto di sfiducia, forma un governo con la stessa la stessa composizione dell’uscente. Lo stesso giorno, con il giuramento del nuovo esecutivo, termina ufficialmente l’esperienza di governo.